# Мост Эдун
Мост Эдун (кит. 鄂东长江大桥) — вантовый мост через реку Янцзы, расположенный на территории районов Хуаншиган и Хуанчжоу; 4-й по длине основного пролёта вантовый мост в мире (2-й в Китае). Является частью скоростных автодорог G45 Дацин—Гуанчжоу, G50 Шанхай—Чунцин и G70 Фучжоу—Иньчуань.

## Характеристика
Мост соединяет западный берег реки Янцзы район Хуаншиган городского округа Хуанши с восточным берегом районом Хуанчжоу городского округа Хуанган.
Длина — 1486 м. Мост представляет собой двухпилонный вантовый мост с основным пролётом длиной 926 м. Вантовая секция моста сменяется двумя секциями (с обеих сторон) балочной конструкции. Высота основных башенных опор — 242,5 м. Башенные опоры имеют форму перевёрнутой буквы Y.
Имеет 6 полос движения (по три в обе стороны).
На время открытия мост являлся третьим в мире и вторым в Китае вантовым мостом по длине основного пролёта.